# ミシェル・メイリーン
ミシェル・メイリーン（Michelle Maylene, 1987年1月20日 - ）は、アメリカ合衆国のポルノ女優。カリフォルニア州出身。

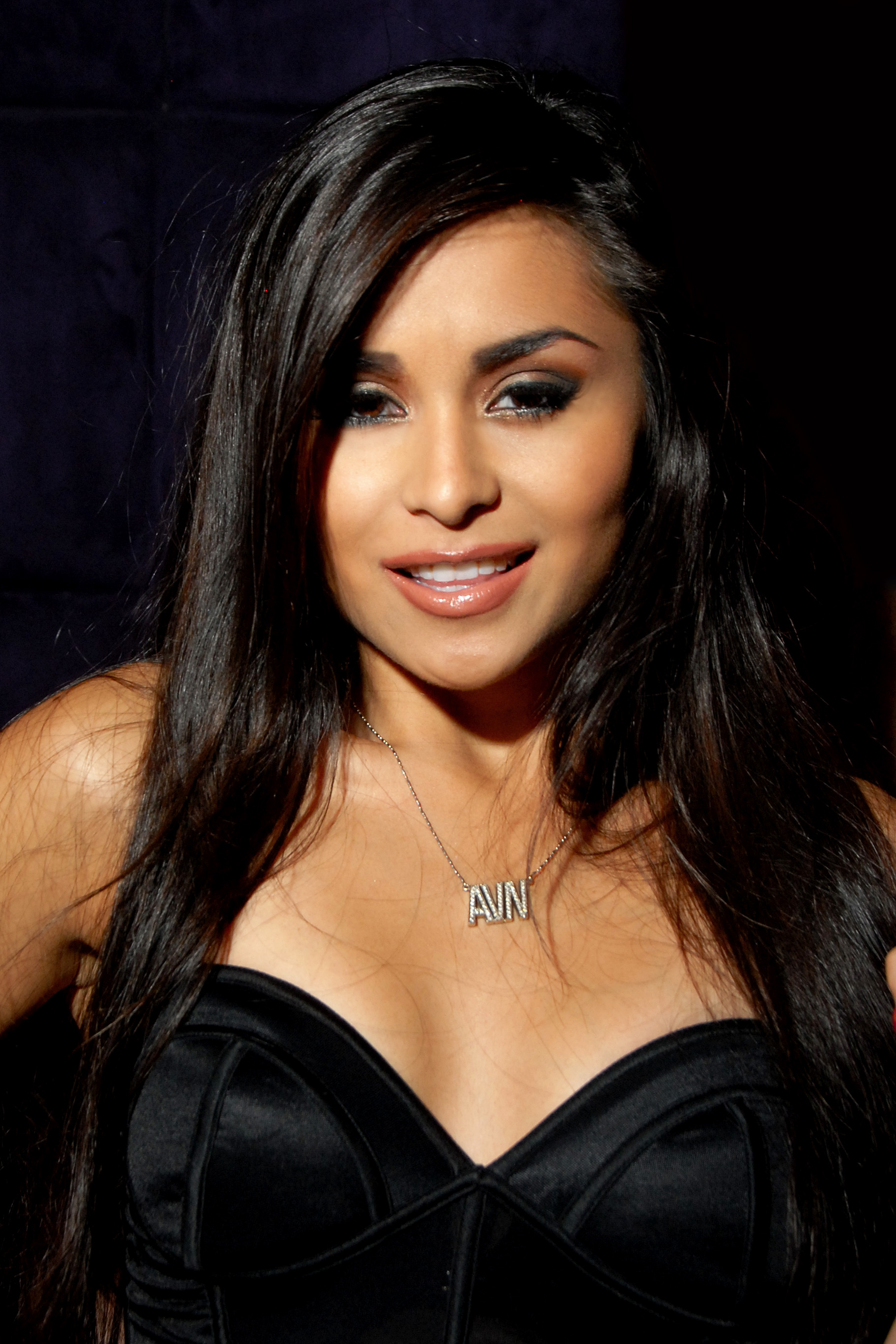
ミシェル・メイリーン

## 経歴
2007年AVN最優秀新人賞にノミネートされた。

## 出演作品
- カジノ・エロイヤル